# Ines Schaber
Ines Schaber (* 1969 in Reutlingen, Baden-Württemberg) ist eine deutsche Fotografin, Installationskünstlerin, Architekturtheoretikerin und Autorin. Ines Schaber lebt in Berlin.

## Leben und Werk
Ines Schaber studierte von 1990 bis 1997 Bildende Kunst an der Universität der Künste Berlin, von 1998 bis 1999 Architekturtheorie an der Princeton University und promovierte 2006 am Goldsmiths, University of London. Sie erhielt mehrere Auszeichnungen, 2009 war sie Stipendiatin der Villa Romana, Florenz. Schaber hatte mehrere Gastprofessuren inne, unter anderem am California Institute of the Arts, wo sie von 2014 bis 2021 unterrichtete. Seit 2021 ist sie Professorin für Fotografie an der Hochschule für Grafik und Buchkunst Leipzig.
Ihre Projekte beschäftigen sich mit Ortsbegehungen und -festschreibungen, Individualität und Stadtraum und der gesellschaftspolitischen Relevanz von Bildern.
Bekannte Ausstellungsprojekte sind Culture Is Our Business (2004), Picture Mining (2006), Unnamed Series (mit Stefan Pente, seit 2008), und Dear Jadwa (2009).
Seit 2004 verfolgt Ines Schaber die Idee eines Archivs.

„Ausgehend von der Annahme, dass das Archiv nicht nur ein Ort des Aufbewahrens, sondern auch ein Ort der Produktion ist, an dem sich unser Verhältnis zur Vergangenheit materialisiert und an dem sich unsere Gegenwart in die Zukunft einschreibt, verstehe ich das Archiv als einen Ort des Verhandelns und Schreibens. … Die wirkliche Demokratisierung bemisst sich stets an diesem essentiellen Kriterium: an der Partizipation am und dem Zugang zum Archiv, zu seiner Konstitution und zu seiner Interpretation“

## Ausstellungen (Auswahl)
- 2012: dOCUMENTA (13), Kassel (mit der Soziologin Avery Gordon)
- 2013: Kunst-Werke Berlin (mit der Filmemacherin Madhusree Dutta)
- 2014: Steirischer Herbst, Graz
- 2014: Kunst- und Ausstellungshalle der Bundesrepublik Deutschland, Bonn (mit dem Künstler Stefan Pente)
- 2014: Taubman College of Architecture and Urban Planning, Ann Arbor (mit dem Architekten Mathias Heyden)